# Cinderella (band)
Cinderella is een Amerikaanse glam metal- en hardrockband uit Philadelphia (Pennsylvania), die tijdens de jaren 1980 hun grootste successen vierde. Haar bekendste nummers zijn Gypsy Road, Don't Know What You Got en Nobody's Fool.

## Bezetting
Huidige bezetting
- Tom Keifer (gitaar, zang, sinds 1982)
- Jeff LaBar (gitaar, sinds 1985)
- Eric Brittingham (basgitaar, sinds 1982)
- Fred Coury (drums, 1985–1992, sinds 1996)

Voormalige leden
- Michael Schermick (gitaar, 1982–1985)
- Tony Destra (drums, 1982–1985 † 1987)
- Jim Drnc (drums, 1985)
- Jody Cortez (drums, 1985)
- Kevin Valentine (drums, 1994–1995)
- Kenny Aronoff (drums, 1994)

## Geschiedenis
Cinderella is in de eerste helft van de jaren 1980 ontstaan in Clifton Heights, Philadelphia. De oprichters waren onder meer zanger/gitarist Tom Keifer, bassist Eric Brittingham, gitarist Michael Schermick (die later de artiestennaam Michael Kelly Smith kreeg) en drummer Tony Destra. De band noemde zichzelf naar een kat, ook al zei Keifer later dat de bandnaam afkomstig was van de pornofilm Sinderella. Twee demo's volgden in 1983 en 1984, voordat ze de aandacht van Kiss-bassist Gene Simmons trokken. Simmons bood aan om de band te helpen een platenlabel te vinden, maar Jon Bon Jovi was hem voor. Cinderella tekende in 1985 een contract met Mercury Records. Tegelijkertijd scheidde de band van Schermick en Destra, die toen de band Britny Fox oprichtten. Destra stierf bij een ongeval op 8 februari 1987, voordat hij kon delen in het succes van het Britny Fox-debuutalbum uit 1988. De twee werden vervangen door gitarist Jeff LaBar van White Foxx en drummer Jim Drnc (uitgesproken als Darnick). Het debuutalbum werd geproduceerd door Andy Johns en voormalig Stone Fury-drummer Jody Cortez speelde in de studio omdat Drnc niet goed genoeg was, aldus Johns. Als gevolg hiervan werd Drnc vervangen door Fred Coury. Coury trad eerder op voor Randy Castillo voor de demo-voorproductie van het album The Ultimate Sin van Ozzy Osbourne en was te vinden in de bezetting van Chastain, Keel en London. Met deze laatste nam hij in 1985 het album Non Stop Rock op.
Ten tijde van het uitbrengen van hun debuut Night Songs speelde de band enkele clubconcerten als voorprogramma van Kix, maar niet lang na het uitbrengen van de lp steeg de verkoop snel. Dit was niet in de laatste plaats het gevolg van de tournees in het voorprogramma van David Lee Roth of Bon Jovi en de airplay die de singles Shake Me en Nobody's Fool bij MTV kregen. In de zomer van 1987 speelden ze samen met de headliners Bon Jovi en Dio, Metallica, W.A.S.P. en Anthrax tijdens het Monsters of Rock Festival in Castle Donington.Toen Steven Adler zijn arm brak, hielp drummer Fred Coury met Guns N' Roses. Het volgende studioalbum werd opnieuw opgenomen door Cinderella met Andy Johns. Het album werd gemixt door Steve Thompson en Michael Barbiero, die ook meewerkten aan het succesvolle Guns N' Roses album Appetite for Destruction. Coury toerde nog steeds de wereld rond met Guns N' Roses tijdens de opname.
Long Cold Winter, de titel van het tweede album, markeerde een vertrek van de riff-zware, enigszins AC/DC-achtige hardrock naar meer door blues beïnvloede rock. De band speelde als voorprogramma van Judas Priest tijdens hun tournee door de Verenigde Staten en niet in de laatste plaats door de singles Gypsy Road en Don't Know What You Got, werd Long Cold Winter het grootste commerciële succes van de band. Toen bassist Brittingham vader werd, verving Dio-bassist Jimmy Bain hem een paar concerten. In augustus 1989 speelden ze op het Moscow Music Peace Festival naast bands als Bon Jovi, Ozzy Osbourne, Mötley Crüe, Scorpions en Skid Row. Na het einde van de tournee nam de band een pauze van een half jaar, die zanger Tom Keifer gebruikte om een nieuwe studio op te zetten in de kelder van zijn huis. Het meeste materiaal voor het nieuwe album is daar ook gemaakt.
In 1990 bracht de band hun derde album Heartbreak Station uit, waarop de blues-georiënteerde lijn van de voorganger consequent werd voortgezet. Bij het opnemen van de elf nummers gebruikte Cinderella gospelzangers, blaasinstrumenten en beduidend meer piano dan bij hun voorgangers. Daarnaast arrangeerde John Paul Jones de strijkers van een dertigkoppig orkest bij de nummers Heartbreak Station en Winds of Change. Op basis van hun succes konden ze echter niet voortbouwen op de eerste twee albums. De band annuleerde een Europese tournee, gepland voor begin 1991 uit angst voor aanslagen tegen de achtergrond van de recent ontbrande Golfoorlog.
Tijdens de Amerikaanse tournee voor dit album leed zanger Tom Keifer aan een neurologische verlamming (parese) van de strottenhoofdspieren. De tournee moest worden stopgezet, de opnamen voor het vervolgalbum Still Climbing werden uitgesteld tot 1994. Fred Coury verliet de band in 1992 en richtte de band Arcade op met de voormalige Ratt-zanger Stephen Pearcy, waarmee hij twee albums opnam voor Epic Records. Hij werd opgevolgd door Kevin Valentine. Desalniettemin is de studiomuzikant Kenny Aronoff op het album te horen, behalve bij één nummer. Toch flopte Climbing en dit betekende ook het einde voor de band.
Niet in de laatste plaats dankzij een documentaire-uitzending van MTV over de rockbands uit de jaren 1980 is het te danken, dat Keifer, LaBar, Brittingham en Coury in november 1996 elkaar weer ontmoetten voor een benefietconcert in New Jersey. Een geplande tournee met Dokken en Ratt werd door Keifer afgewezen. Keifer werkte aan zijn solocarrière in Nashville en was niet geïnteresseerd in het herleven van het verleden in 1997. Desalniettemin was er een nieuw nummer van de band op het Best-Of-album Once Upon a Time met War Stories. De band tekende toen een nieuw contract bij Portrait Records. Toen echter in april 2001 - bijna drie jaar na de ondertekening - het nieuwe album van de band niet in zicht was, beëindigde de platenmaatschappij het contract. Tegen het einde van 2002 plande Cinderella een tournee in Engeland met Alice Cooper, Thunder en The Quireboys onder de naam Monsters of Rock, wat nooit gebeurde, daarom werd de band tijdens het toeren vervangen door de L.A. Guns.
Hoewel Cinderella sinds 1996 weer officieel bestaat, is er nog geen nieuw studioalbum uitgebracht. Het laatste muzikale teken was een nieuw opgenomen versie van de ballad Don't Know What You Got voor de sampler VH1 Classic Metal Mania: Stripped. In de zomer van 2005 toerde de band met Ratt, Quiet Riot en FireHouse onder de vlag Rock Never Stops door de Verenigde Staten. Een nieuw live-album werd uitgebracht op 6 november 2009 en een Europese tournee werd gehouden in 2010. In juni 2011 gaf de band hun eerste concert in Duitsland in meer dan tien jaar ter gelegenheid van hun 25-jarig jubileum in Mülheim an der Ruhr. Zanger Tom Keifer bracht in 2013 zijn eerste soloalbum The Way Life Goes uit, dat in 2019 werd opgevolgd door Rise.

## Discografie

### Studioalbums
- 1986: Night Songs
- 1988: Long Cold Winter
- 1990: Heartbreak Station
- 1994: Still Climbing

### Livealbums
- 1999: Live (wordt soms verwisseld met Live at the Key Club, bevat echter een show uit 1991; de cd werd verkocht bij de Cinderella Reunion concerten en via de homepage van de band)
- 1999: Live at the Key Club (meermaals onder verschillende omschrijvingen opnieuw uitgebracht: ook in 1999 als Live, in 2004 als In Concert en Live – From the Gypsy Road, in 2006 als Gypsy Road Live, in 2007 als Nobody's Fool Live, in 2011 als Caught in the Act, 2014 opnieuw als Live (met ander coverartwork) en als Stripped)
- 2006: Extended Versions (in 2009 als volledig concert onder de omschrijving Live at the Mohegan Sun opnieuw uitgebracht)
- 2009: Live/Tokyo Dome – Tokio, Japan

### Best-of-compilaties
- 1997: Once upon a...
- 1998: Bad Attitude 1986–1994
- 2000: The Best of
- 2000: Golden Collection 2000
- 2001: The Collection
- 2005: Rocked, Wired and Bluesed: The Greatest Hits
- 2006: Gold
- 2012: Icon

### Verdere compilaties
- 2008: Best Ballads

### Ep's
- 1987: The Live E.P.
- 1991: Live Train to Heartbreak Station

### Promo-ep's
- 1988: U.K. Tour Promo 1988
- 1990: The Story So Far...

### Singles
- 1984: Shake Me
- 1986: Nobody's Fool
- 1986: Shake Me
- 1987: Somebody Save Me
- 1988: Don't Know What You Got (Till It's Gone)
- 1988: The Last Mile
- 1988: Gypsy Road
- 1988: Coming Home
- 1990: Shelter Me
- 1991: Heartbreak Station
- 1992: Nobody's Fool

### Promosingles
- 1986: Night Songs
- 1990: Hot and Bothered
- 1991: The More Things Change
- 1994: Freewheelin'
- 1997: War Stories

### Promo-splitsingles
- 1986: Cinderella: Shake Me (live) (A-kant)/Kiss: Any Way You Slice It (B-kant)
- 1989: Survivor: Didn't Know It Was Love (A-kant)/Cinderella: Don't Know What You Got (Till It's Gone) (B-kant)
- 1990: Kiss: Deuce (originele demotape) (A-kant)/Cinderella: Coming Home (B-kant)

## Videografie

### VHS
- 1986: Night Songs – The Videos
- 1990: Tales from the Gypsy Road (ook als laserdisc uitgebracht)
- 1991: Heartbreak Station Video Collection (ook als laserdisc uitgebracht)
- 1997: Looking Back – The Video Collection

### Laserdisc
- 1990: Moscow Music Peace Festival 1 (samen met Skid Row, Bon Jovi, Mötley Crüe en Jason Bonham) (in 2008 ook als dvd uitgebracht)

### DVD
- 2004: The Best of
- 2005: Rocked, Wired and Bluesed: The Greatest Video Hits
- 2005: In Concert (opnieuw uitgebracht in 2009 met audio-cd onder de omschrijving In Concert: Remastered Edition en in 2013 onder de omschrijving Heartbreak Station Tour Live in Detroit)

### CDV
- 1988: Gypsy Road
- 1988: Somebody Save Me
- 1988: Nobody's Fool
- 1988: Don't Know What You Got (Till It's Gone)

### Muziekvideos
- 1986: Somebody Save Me
- 1986: Shake Me
- 1986: Nobody's Fool
- 1988: The Last Mile
- 1988: Gypsy Road
- 1988: Coming Home
- 1988: Don't Know What You Got (Till It's Gone)
- 1990: Heartbreak Station
- 1991: The More Things Change
- 1992: Shelter Me